# Gryllotalpa tali
Gryllotalpa tali är en insektsart som beskrevs av Broza, Blondheim och Eviatar Nevo 1998. Gryllotalpa tali ingår i släktet Gryllotalpa och familjen mullvadssyrsor. Inga underarter finns listade i Catalogue of Life.